# 千葉功太郎
千葉 功太郎（ちば こうたろう、1974年5月11日 - ）は、日本の実業家、個人投資家、航空パイロット（自家用操縦士）。
Drone Fund 創業者/代表パートナー、慶應義塾大学湘南藤沢キャンパス 特別招聘教授、慶應義塾大学SFC研究所 ドローン社会共創コンソーシアム 上席所員、起業家コミュニティ千葉道場 主宰、The Ryokan Tokyoオーナー、Real Tech Fund クリエイティブマネージャーである。
株式会社コロプラ元取締役副社長。

## 人物
東京都港区出身。麻布中学校・高等学校を経て、慶應義塾大学環境情報学部を1997年に卒業後、株式会社リクルートに入社。
リクルートでは、メディアデザインセンター、電子メディア事業部に在籍し、ポケットイサイズの立ち上げに関わる。2000年株式会社サイバードに転職。エヴァンジェリストとしてモバイルコンテンツの普及を推進した。2001年、ケイ・ラボラトリー（現・KLab）取締役に就任。
2008年、KLab社にて親交のあった馬場功淳とコロプラ社を設立。同社副社長として、東証一部上場に導く。
2016年、コロプラ社を退社。役員を退任する。
2016年、慶應義塾大学SFC研究所 ドローン社会共創コンソーシアム 上席所員に就任。
2017年、ユーグレナ・リバネス・SMBC日興証券の3社が運営する「リアルテックファンド」にクリエイティブマネージャーとして参画することが、「ICCカンファレンス FUKUOKA 2017」にて発表された。
2017年、Drone Fund 1号（正式名称：千葉道場ドローン部1号投資事業有限責任組合）設立。
2018年8月1日、Drone Fund 2号（正式名称：千葉道場ドローン部2号投資事業有限責任組合）設立。
2018年12月19日、芸能事務所のワタナベエンターテインメントとマネジメント契約を結んだと報じられた。
2018年12月20日、ホンダジェットの国内初購入者と報じられた。
2019年4月、應義塾大学湘南藤沢キャンパス 特別招聘教授 就任。

## メディア出演
- 報道ステーション（テレビ朝日）
- 有楽町コネクテッドラボ（ニッポン放送）
- マスメディアン妄想の泉（TOKYO FM)
- グッド！モーニング（テレビ朝日）
- 林修のニッポンドリル(フジテレビ)
- 他